# James K. Galbraith

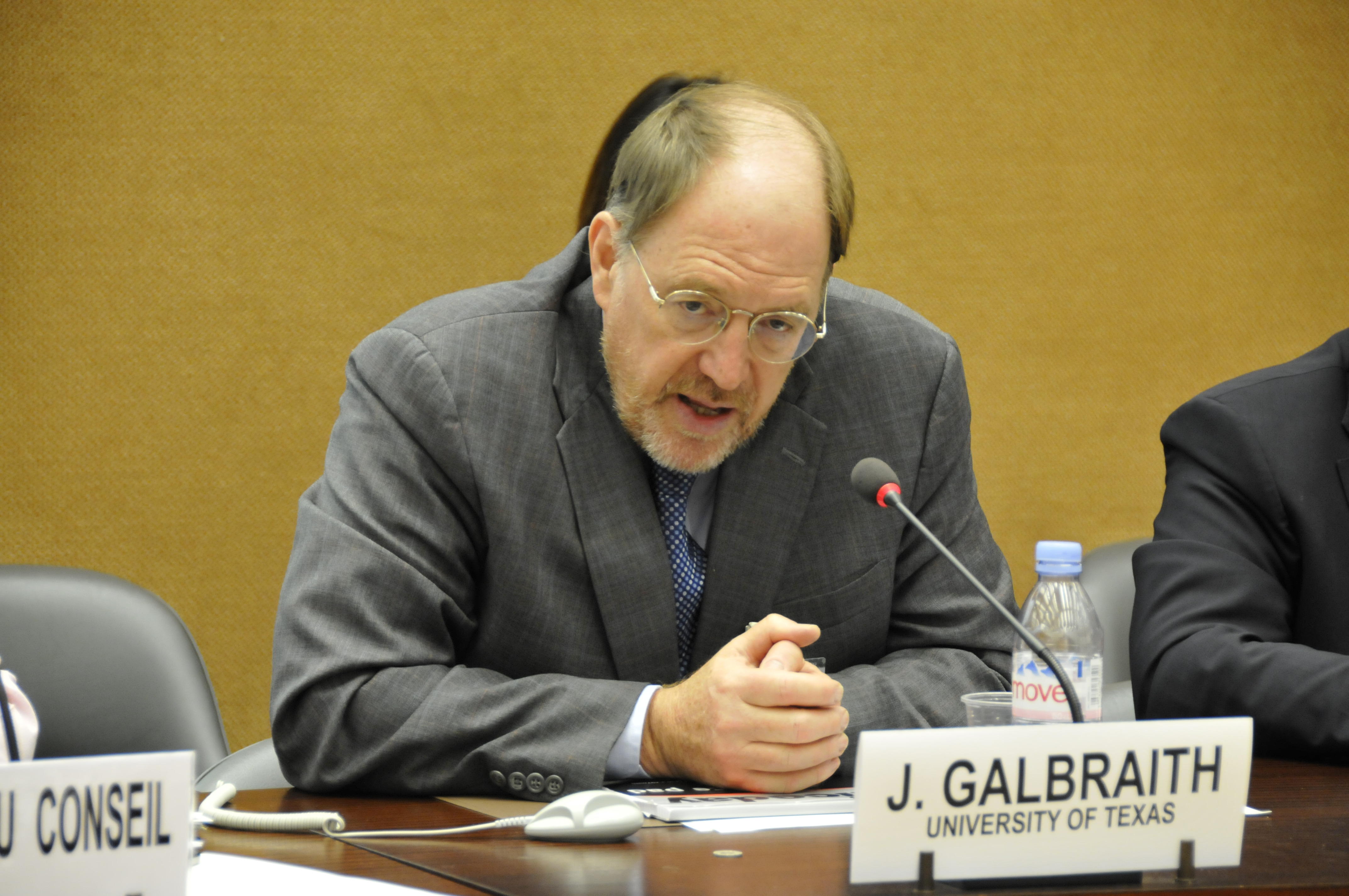
James K. Galbraith bei einem Gremium der Welthandels- und Entwicklungskonferenz (2012)

James K. Galbraith (James Kenneth Galbraith; * 29. Januar 1952) ist ein US-amerikanischer Wirtschaftswissenschaftler und Hochschullehrer. Er ist derzeit Professor an der Lyndon B. Johnson School of Public Affairs auf dem Lloyd M. Bentsen Jr. Lehrstuhl für Government/Business Relations der University of Texas at Austin, außerdem Senior Scholar am Levy Economics Institute des Bard College. 1993–1997 war er leitender technischer Berater der UN für makroökonomische Reformen bei der chinesischen Staatlichen Planungskommission. Eines seiner bekanntesten Werke ist The Predator State (deutsch: Der geplünderte Staat).

## Leben
James K. Galbraith ist ein Sohn des bekannten US-Ökonomen John Kenneth Galbraith. Er hat sein Studium in Harvard und Yale (Ph.D. in Wirtschaftswissenschaften, 1981) abgeschlossen. Als Marshall Scholar studierte er 1974–1975 am King’s College in Cambridge, bevor er in verschiedenen Stabspositionen des US-Kongresses tätig war, einschließlich der Stelle des Executive Director of the Joint Economic Committee.
Im Jahr 1985 war er Gastforscher der Brookings Institution. Er leitete das Ph.D.-Programm der LBJ-Schule in Public Policy von 1995 bis 1997 und führt bis heute das Texas Inequality Project, eine informelle Forschungsgruppe, die an der LBJ-Schule angesiedelt ist. Er ist Herausgeber der Zeitschrift Structural Change and Economic Dynamics.
Von 1993 bis 1997 war er im Auftrag der UN Berater der chinesischen Planungsbehörde. Es handelte sich seiner Aussage nach hauptsächlich um eine "Übung zur Schulung und Sensibilisierung der Menschen, die dort arbeiteten, und nicht um direkte politische Beratung. Er habe festgestellt, dass die Angestellten der Planungsbehörde aus den Büchern seines Vaters sehr genau mit den amerikanischen Verhältnissen vertraut waren. Sie hätten auch die Ratschläge seines Vaters, beispielsweise zu den Industriepreisen, übernommen.
Galbraith gilt als Vertreter der auf Ideen von Hyman P. Minsky aufbauenden Modern Monetary Economics.
Im März 2008 nutzte Galbraith die 25. Annual Milton Friedman Distinguished Lecture für eine Generalabrechnung  mit dem Washington Consensus. Er trat entschieden dafür ein, dass keynesianische Lösungen der richtige Weg zur Bekämpfung der  Weltfinanzkrise ab 2007 wären, während ein monetaristischer Ansatz die Rezession nur verstärken würde. Als Ende 2008 und 2009 weltweit zahlreiche politische Entscheidungsträger anscheinend in Übereinstimmung mit Galbraiths Ansichten die öffentlichen Ausgaben erhöhten und Steuern senkten, wertete die Financial Times dieses Revival des Keynesianismus als erstaunliche Abkehr von den Lehrmeinungen der letzten Jahrzehnte.
Galbraith engagierte sich zuletzt mehrfach für die Bewegung Demokratie in Europa (DiEM25) und die Progressive Internationale (PI).

## Kritik an der Wirtschaftswissenschaft
Ähnlich wie sein Vater John Kenneth Galbraith beim Schreiben von 'A Tenured Professor' ist James K. Galbraith auch ein Kritiker seines eigenen Berufs:
"Führende Wirtschaftsakteure der heutigen Generation der 40er und 50er haben sich zu einer Art Politbüro für richtiges ökonomisches Denken zusammengeschlossen. Als allgemeine Regel – wie man es von einem Gentleman’s Club erwarten könnte – hat sie dies bei allen wichtigen politischen Fragen auf die falsche Seite gestellt, und das nicht erst seit kurzem, sondern seit Jahrzehnten. Sie sagen eine Katastrophe voraus, wo keine eintritt. Sie leugnen die Möglichkeit von Ereignissen, die dann passieren. Sie bieten einen „Vergewaltigung ist wie das Wetter“-Fatalismus über ein „unvermeidliches“ Problem (Lohnungleichheit), das dann allmählich zurückgeht. Sie lehnen die grundlegendsten, anständigsten und vernünftigsten Reformen ab und bieten stattdessen Placebos an. Sie sind immer überrascht, wenn tatsächlich etwas Unvorhersehbares (wie eine Rezession) eintritt. Und wenn sie schließlich spüren, dass eine Position nicht aufrechterhalten werden kann, überprüfen sie ihre Ideen nicht erneut. Stattdessen wechseln sie einfach das Thema."

## Ehrungen
- 2014: Leontief-Preis[9]

## Zitat
Ich bezeichne die Volkswirtschaften einer Reihe von Ländern als Galbraithianisch. In Deutschland gibt es Mitbestimmung und starke Gewerkschaften. Und es gibt eine Art Zusammenarbeit zwischen der Industrie, den Gewerkschaften und der Regierung. Zumindest im traditionellen Teil der deutschen Wirtschaft. In Japan, Korea, und ich denke, auch China fällt unter diese Rubrik. In diesen Ländern sind die treibenden Kräfte der Wirtschaft im Wesentlichen industrielle Organisationen, Unternehmen, die sich zum Teil in Staatsbesitz befinden, zum Teil privat, zum Teil Joint Ventures, zum Teil ausländische Unternehmen. Aber sie verfolgen langfristige Ziele. Sie sind keine Geschäftemacher, die nur daran interessiert sind, schnell Geld zu verdienen.

## Schriften (Auswahl)
- Balancing Acts. Technology, Finance and the American Future. Basic Books, New York 1989, ISBN 0-465-00584-5
- mit Robert Heilbroner (Hrsg.): The Economic Problem. Prentice-Hall, Englewood Cliffs 1990, ISBN 0-13-225194-9
- mit William Darity Jr. (Hrsg.): Macroeconomics. Houghton Mifflin, Boston 1994, ISBN 0-395-52241-2
- Created Unequal. The Crisis in American Pay. The Free Press, New York 1998, ISBN 0-684-84988-7
- mit Maureen Berner (Hrsg.): Inequality and Industrial Change. A Global View. Cambridge University Press, Cambridge 2001, ISBN 978-0-521-00993-5
- Unbearable Cost: Bush, Greenspan and the Economics of Empire. Palgrave Macmillan, 2006, ISBN 0-230-01901-3
- Maastricht 2042 and the Fate of Europe: Toward Convergence and Full Employment. Friedrich-Ebert-Stiftung, Bonn 2007, ISBN 978-3-89892-624-9 (470 kB)
- The Predator State. How Conservatives Abandoned the Free Market and Why Liberals Should Too. The Free Press, 2008
  - deutsch: Der geplünderte Staat oder was gegen den freien Markt spricht. Rotpunktverlag, Zürich 2010, ISBN 978-3-85869-417-1
- Wachstum neu denken. Was die Wirtschaft aus den Krisen lernen muss. Rotpunktverlag, Zürich 2016, ISBN 978-3-85869-691-5
- Welcome to the Poisoned Chalice: The Destruction of Greece and the Future of Europe. Yale University Press, New Haven 2016, ISBN 978-0-300-22044-5.